# Zecca di Siena

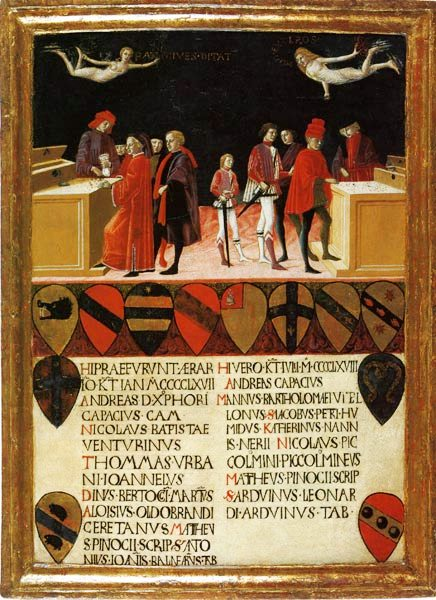
Le Finanze del Comune in Tempo di Pace e in Tempo di Guerra, tavoletta di Biccherna del 1468.

La zecca di Siena, denominata ufficialmente bulgano, nacque per volontà comunale tra il 1178 ed 1179. La particolare denominazione deriva dalle borse di pelle dove venivano poste le monete, chiamate “bolga”: solamente dal 1351 comparve anche sotto il nome di “zecha”. Il bulgano fu gestito inizialmente dal Comune ma dalla seconda metà del XIV secolo la conduzione fu spesso appaltata a privati.

## Storia della zecca di Siena: dalbulganoalla zecca senese di Montalcino

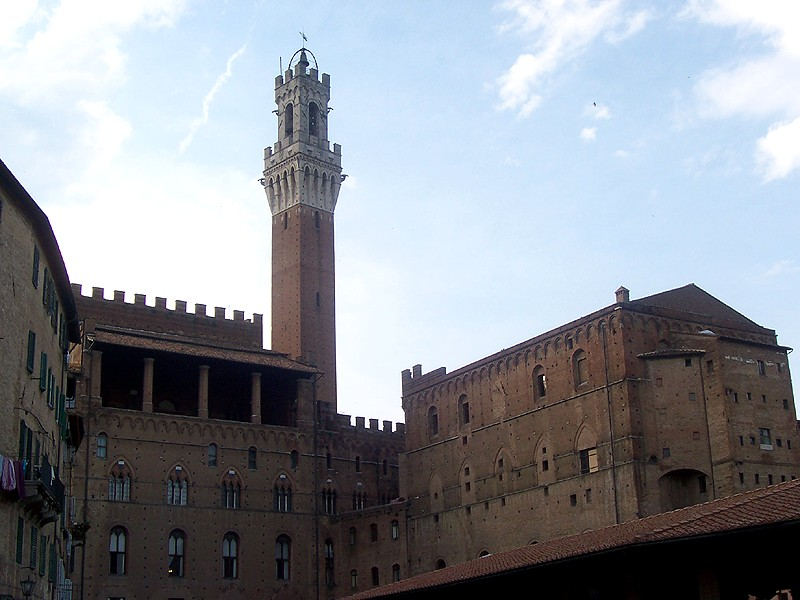
I locali ai piedi del Palazzo Pubblico di Siena che affacciano su Piazza del Mercato furono adibiti in passato a sede del bulgano.

Il punto preciso in cui sorgeva il bulgano era ai piedi del corpo centrale del palazzo pubblico di Siena, in locali attualmente adibiti a magazzini che danno su piazza del Mercato, a cui si accedeva da piazza del Campo attraverso il cortile del podestà.
I funzionari della zecca senese erano chiamati signori del bulgano, di durata semestrale ed eletti dal podestà cittadino fra i componenti del Consiglio generale. Successivamente si aggiunse anche la carica di camerlengo. I signori del bulgano dovevano versare l’utile ottenuto dalla zecca all’ufficio della Biccherna.
Era compito del camerlengo o dell’appaltatore del bulgano chiudere i conti della zecca alla conclusione del proprio mandato, in modo che i revisori contabili del Comune ne potessero verificare la correttezza.
Il Bulgano riceveva il metallo prezioso, dallo stato e dai cittadini, e lo convertiva in moneta di Siena, trattenendo una percentuale.
I provaioli (saggiatori) ed i campsor (cambiatori di moneta) erano nominati dai consoli della Mercanzia e successivamente dal Consiglio generale per esaminare la moneta. Ogni terzo cittadino eleggeva tre membri tra consoli di Mercanzia e Nove Officiali che si sarebbero occupati di elaborare le proposte di coniazione della moneta.
Con la resa della città di Siena nel 1555 e l’occupazione delle truppe ispano-medicee, nonostante la forte opposizione di Cosimo I de’Medici, la zecca di Siena non rimase inattiva e fino al 1557 continuò a battere moneta adottando la libbra fiorentina. La resistenza della Repubblica di Siena all’invasore continuò però a Montalcino, dove già nell’aprile del 1556 si assiste alla apertura della zecca senese di Montalcino grazie allo zecchiere Agnolo Fraschini. 
Nel luglio del 1558 vennero ricreati in Montalcino anche gli Ufficiali della Mercanzia, in modo che si occupassero come avvenuto in passato della zecca.
Nonostante la volontà degli esuli senesi di prolungare la resistenza, con la pace di Cateau-Cambrésis giunse la fine della Repubblica di Siena. Le truppe francesi lasciarono Montalcino ed il 31 luglio 1559 il Capitano del Popolo, Alessandro di Vannoccio Biringucci fu costretto a firmare la capitolazione; ponendo così fine alle attività della zecca di Siena.

## Miniere della Repubblica di Siena

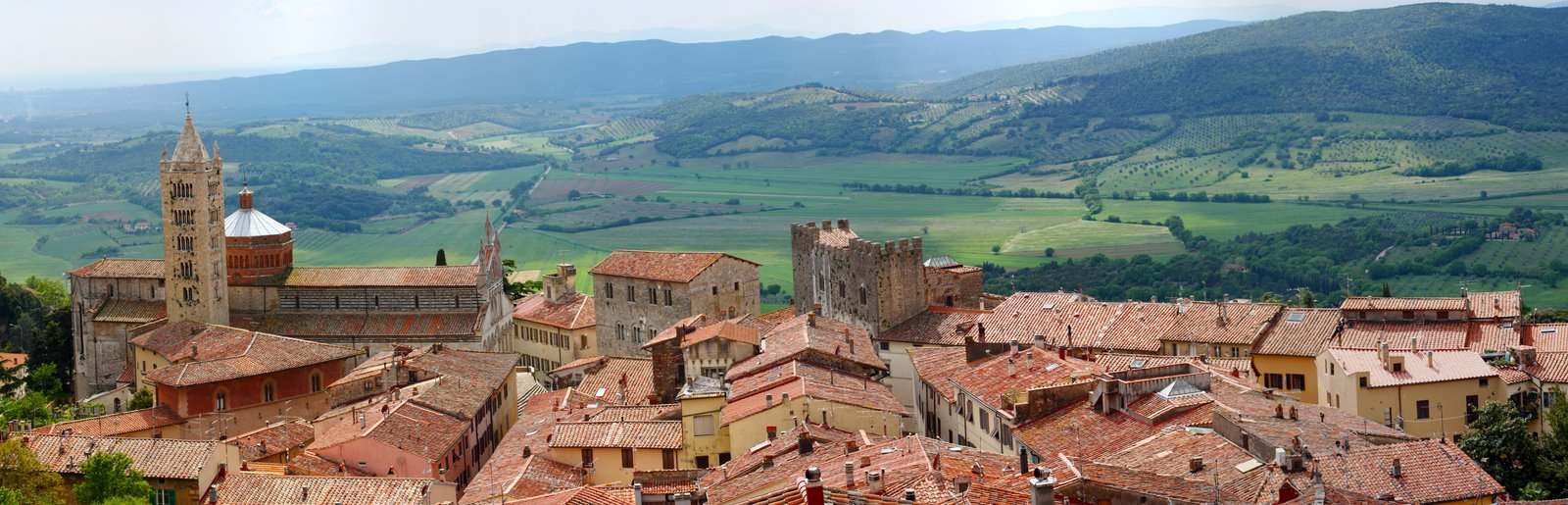
Massa Marittima ed il suo fiorente distretto minerario passarono sotto il controllo della Repubblica di Siena nel 1335.

Nel periodo in cui la zecca di Siena iniziò a lavorare cioè verso il 1180, la Repubblica di Siena sfruttava i giacimenti minerari di Montieri per ricavare l’argento necessario alla coniazione delle monete. 
A partire dal XII secolo l’interesse di Siena verso la ricerca mineraria aumentò, vennero scoperte nuove miniere di argento e rame e furono riattivati giacimenti abbandonati in periodo romano nella Maremma senese.
Oltre le miniere di Montieri, Siena ottenne altre miniere argentifere nei dintorni di Montebeccari nel 1177 dal conte Tedini di Frosini ed il secolo successivo quelle di Roccastrada e di Muceto dagli Aldobrandeschi.
La Repubblica di Siena tuttavia non gestiva direttamente le attività estrattive per conto proprio, ma preferiva dare in appalto le miniere in modo da non far ricadere le spese sul bilancio statale. Gli interessi senesi in Maremma crebbero progressivamente nel tempo: nel 1334 il governo dei Nove inviò un suo funzionario nei territori di Grosseto e di Massa per studiare possibili interventi per il miglioramento della rete stradaria e l’anno successivo con la conquista della Repubblica di Massa, Siena poté entrare in possesso del suo ricco distretto minerario.
La peste del 1348 provocò però un violento tracollo della attività minerarie della Maremma senese che non seppe più tornare ai livelli di produzione precedenti.